# Фактотум (фильм)
«Фактотум» (англ. Factotum; в изданиях и прокатных версиях на русском языке встречаются другие варианты названия: «Доверенное лицо» и «Мастер на все руки») — художественный фильм 2005 года норвежского режиссёра Бента Хамера.
Фильм, в котором основные роли сыграли американские актёры, был снят на английском языке по одноимённому роману американского писателя Чарльза Буковски совместно с французскими кинематографистами.
Мировая премьера состоялась 12 апреля 2005 года на кинофестивале «Косморама» в норвежском городе Тронхейме, российская премьера — 13 апреля 2006 года.

## Сюжет
Хэнк Чинаски меняет работу с такой лёгкостью, что сам не успевает запомнить, где он работал неделю назад. Его жизнь в постоянном алкогольном угаре, с такой же, как и он, подругой, со стороны может показаться кошмарным сном, если бы это не был сознательный выбор главного героя — прототипом которого послужил Чарльз Буковски.
Хэнк сознательно не хочет ничего менять, превращая каждый день своей жизни в некую проверку на прочность, осознавая своё одиночество как подарок богов. Он пишет рассказы, отсылая их без особых шансов быть напечатанным. Иногда ему везёт — некоторое время он успешно играл на скачках или проводил досуг на яхте эксцентричного богача, с содержанкой которого случайно познакомился в баре. Однако в большинстве случаев ему приходится вести непростую борьбу с жестокой реальностью, но чаще — с самим собой.

## В ролях
| Актёр         | Роль         |
| ------------- | ------------ |
| Мэтт Диллон   | Хэнк Чинаски |
| Лили Тейлор   | Джен         |
| Мариса Томей  | Лаура        |
| Фишер Стивенс | Манни        |
| Дидье Фламан  | Пьер         |
| Эдриэнн Шелли | Шерри        |
| Карен Янг     | Грейс        |
| Тони Лайонс   | Тони         |

## Награды и номинации
- 2005 — Премия Amanda Awards
  - Номинация на Лучший фильм (Бент Хамер)
- 2005 — Международный кинофестиваль в Копенгагене
  - Лучший режиссёр (Бент Хамер)
  - Лучшая актриса (Лили Тейлор)
- 2005 — Международный кинофестиваль в Вальядолиде
  - Номинация на «Золотой колос» (Бент Хамер)
- 2006 — Общество кинокритиков Сан-Диего (SDFCS)
  - Лучшая актриса второго плана (Лили Тейлор)